# Enzo Martínez
Enzo Agustín Martínez (Montevideo, Uruguay, 29 de septiembre de 1990) es un futbolista uruguayo que juega como mediocampista y su equipo actual es el Birmingham Legion de la USL Championship.

## Trayectoria

### Juveniles
Martínez creció en Rock Hill, Carolina del Sur, donde protagonizó el Discoveries Soccer Club y la Northwestern High School, ganando un campeonato nacional en ambos niveles.
Más tarde, ESPN nombró a Martínez como el Futbolista de la Década de la Preparatoria, al haber terminado su carrera escolar con tres campeonatos estatales, un título nacional y 182 goles.
Luego, durante 2009 y 2011, jugó para los Tar Heels de la Universidad de Carolina del Norte, apareciendo en 72 partidos y marcando 22 goles.

### Profesional
El 12 de enero de 2012, Enzo fue seleccionado por Real Salt Lake en la primera ronda del SuperDraft de la MLS 2012, formando parte del programa Generación Adidas.
Después de haber disputado 12 partidos en el equipo de reserva, fue enviado en un préstamo a corto plazo al North Carolina, el 30 de abril de 2013.
Cuatro días después, debutó con su nuevo equipo anotando el gol del empate contra Minnesota United, anotando el 2-2.
Terminó incorporándose de manera permanente al North Carolina.
Enzo firmó contrato con el Charlotte Independence de la United Soccer League en marzo de 2015.
Luego de su paso en Charlotte, el 19 de febrero de 2018, Martínez regresa a la MLS, firmando con Colorado Rapids.
Fue liberado por Colorado Rapids al término de la temporada 2018, y finalmente regresó a su ex equipo.

## Clubes
| Club                   | País           | Año           |
| ---------------------- | -------------- | ------------- |
| Real Salt Lake         | Estados Unidos | 2012-2013     |
| North Carolina         | Estados Unidos | 2013-2014     |
| Charlotte Independence | Estados Unidos | 2015-2017     |
| Colorado Rapids        | Estados Unidos | 2018          |
| Charlotte Independence | Estados Unidos | 2019-2021     |
| Birmingham Legion      | Estados Unidos | 2022-presente |

## Palmarés

### Títulos nacionales
| Título                    | Club                   | País           | Año  |
| ------------------------- | ---------------------- | -------------- | ---- |
| Regular season de la NASL | Charlotte Independence | Estados Unidos | 2013 |

### Distinciones individuales
| Distinción                              | Año  |
| --------------------------------------- | ---- |
| Equipo ideal de la United Soccer League | 2016 |